# Wendell Corey
Pour les articles homonymes, voir Corey.
Wendell Corey est un acteur américain né le 20 mars 1914 et mort le 8 novembre 1968.

## Biographie
Wendell Corey est une star de la série télévisée Eleventh Hour; il atteint la notoriété grâce à son rôle dans le film The Accused (1948) et continuera de se produire comme acteur de premier plan durant les années 1950 et 60. Parmi ses films les plus connus figurent Fenêtre sur cour (1954), Le Supplice des aveux (1956) et Le Faiseur de pluie (1957).

## Filmographie

### Au cinéma
- 1947 : La Furie du désert (Desert Fury) de Lewis Allen : Johnny Ryan
- 1948 : L'Homme aux abois (I Walk Alone) de Byron Haskin : Dave
- 1948 : Les Anges marqués (The Search) de Fred Zinnemann : Jerry Fisher
- 1948 : Man-eater of Kumaon de Byron Haskin : Dr. John Collins
- 1948 : Raccrochez, c'est une erreur (Sorry, wrong number) d'Anatole Litvak : Dr. Alexander
- 1948 : Les Mirages de la peur (The Accused) de William Dieterle : Lt. Ted Dorgan
- 1949 : Faites vos jeux (Any number can play) de Mervyn LeRoy : Robbin Elcott
- 1949 : Mariage compliqué (Holiday Affair) de Don Hartman : Carl Davis
- 1950 : La Femme à l'écharpe pailletée (The File of Thelma Jordon) de Robert Siodmak : Cleve Marshall
- 1950 : La Flamme qui s'éteint (No Sad songs for me) de Rudolph Maté : Bradford "Brad" Scott
- 1950 : Les Furies (The Furies) d'Anthony Mann : Rip Darrow
- 1950 : Harriet Craig de Vincent Sherman : Walter Craig
- 1951 : Les Rebelles du Missouri (The Great Missouri raid) de Gordon Douglas : Frank James
- 1951 : Riche, jeune et jolie (Rich, young and pretty) de Norman Taurog : Jim Stauton Rogers
- 1951 : Tonnerre sur le Pacifique (The Wild Blue Yonder) d'Allan Dwan : Capitaine Harold Calvert
- 1952 : Au pays de la peur (The Wild North) d'Andrew Marton : Constable Pedley
- 1952 : L'Homme à la carabine (Carbine Williams) de Richard Thorpe : Capitaine H. T. Peoples
- 1952 : My Man and I de William A. Wellman : Ansel Ames
- 1953 : Courrier pour la Jamaïque (Jamaïca Run) de Lewis R. Foster : Todd Dacey
- 1953 : Laughing Anne de Herbert Wilcox : Capitaine Davidson
- 1954 : Les Bas-fonds d'Hawaï (Hell's Half Acre), de John H. Auer : Ched Chester
- 1954 : Fenêtre sur cour (Rear Window) d'Alfred Hitchcock : Lieutenant Thomas J. Doyle
- 1955 : Le Grand Couteau (The Big Knife) de Robert Aldrich : Smiley Coy
- 1956 : Le tueur s'est évadé (The Killer is loose) de Budd Boetticher : Leon "Foggy" Poole
- 1956 : Le Brave et le Téméraire (The Bold and the Brave) de Lewis R. Foster : Fairchild
- 1956 : Le Supplice des aveux (The Rack) d'Arnold Laven : Maj. Sam Moulton
- 1956 : Le Faiseur de pluie (The Rainmaker) de Joseph Anthony : Shérif J. S. File
- 1957 : Amour frénétique (Loving you) de Hal Kanter : Walter (Tex) Warner
- 1958 : Lueur dans la forêt (The Light in the forest) de Herschel Daugherty : Wilse Owens
- 1959 : Ne tirez pas sur le bandit (Alias Jesse James) de Norman Z. McLeod : Jesse James
- 1964 : Blood on the Arrow de Sidney Salkow
- 1966 : Cyborg 2087 de Franklin Adreon : Shérif
- 1966 : Le Mur des espions (Agent for H.A.R.M.) de Gerd Oswald : Jim Graff
- 1966 : Women of the Prehistoric Planet de Arthur Peerce : David King
- 1966 : Waco de R.G. Springsteen : Sam Stone
- 1966 : Picture Mommy Dead de Bert I. Gordon : Clayborn
- 1967 : Fort Bastion ne répond plus (Red Tomahawk) de R. G. Springsteen : Sy Elkins
- 1968 : The Star Maker de John Carr : Paul Lemont
- 1968 : Buckskin de Michael Moore : Rep Marlowe
- 1968 : The Astro-Zombies de Ted V. Mikels : Holman

### À la télévision
- 1958 : Hitchcock présente ' Poison
- 1968 : Les Mystères de l'Ouest (The Wild Wild West), (série TV) - Saison 3 épisode 24, La Nuit de la Conjuration (The Night of the Death Maker) d'Irving J. Moore : général Cullen Dane